# 海軍十字勳章
海军十字勋章（Navy Cross）建立于1919年2月4日，是美国海军部授予的最高等级的勋章，也是美军颁发给英勇行为的第二高的勋章。它一般授予美国海军，海军陆战队或海岸警卫队的成员，但它也可以授予陆军、空军成员或外籍军人。它相当于美国陆军的杰出服役十字勋章或是美国空军的空军十字勋章。

## 历史
海军十字勋章的设立，相当一部分原因是因为美国加入了第一次世界大战。在那时，很多欧陆国家都已经有嘉奖他国士兵英勇行为的习俗，但此时美国为英勇行为而设立的奖励只有荣誉勋章一种。于是，陆军于1918年设立了杰出服役十字勋章和杰出服役勋章，海军在1919年跟进，令海军十字勋章在1917年4月6日生效。初创时，海军十字勋章是低于海军杰出服役勋章，因为那时它可以因战斗英勇行为和“其它的杰出服役行为”而颁发。美国国会在1942年8月7日做出了调整，令海军十字勋章只可因战斗行为而授予，并将其等级置于海军杰出服役勋章之上，仅次于荣誉勋章。自从其创建以来，大约被授予了6,300次以上。
第一枚获得海军十字勋章的人已不可考，因为勋章设立之后，最初的授予名单是第一次世界大战结束之后，公布的一份长长的名单。最近的获得者是隶属于美国海军陆战队第3师第3侦察营的枪炮军士约翰·S·莫塞，因其在2008年7月26日，阿富汗地区一场战斗中的英勇表现，于2009年12月18日被授予了海军十字勋章。

## 授予条件
海军十字勋章被授予以体现出特别的勇敢，但不足以授予荣誉勋章的美国海军或海军陆战队的成员。获得勋章的人必须在极大的危险中或者冒极大的个人危险，其行动必须非常突出于与其他同级别的、同经验的或同样责任的人的行动。许多小的勇敢行动不足以作为获得海军十字勋章的条件。
- 面对美国敌人时的行为
- 与敌对外国势力的军事行动
- 在友军中服役时，参与了友军与敌对势力（美国为非参战国）的武装冲突[1]

## 外观
海军十字勋章由詹姆斯·厄尔·弗雷泽设计。

### 正面
勋章正面是一个青铜十字，1.5英寸宽，十字的端部是弧形的。十字的交叉之间有四枚带果的桂叶。十字的中心是一艘在浪上向左航行的帆船。勋章上的帆船是一艘1480年到1500年的船，弗雷泽选择了这条船因为海军学院经常使用这个标志，也因为它是海上服务的标志。桂叶代表了成绩。

### 背面
在青铜十字的中心是一个1850年左右的锚和锚链。锚的中心印有USN（美国海军的缩写）三个字母。

### 勋带
勋带是海蓝色的，中间有一条白色的带。海蓝色代表海军服务，白色代表纯洁的无我。

## 著名受勋者

### 美国海军
- 小威廉·海爾賽
- 恩斯特·金恩
- 小约瑟夫·帕特里克·肯尼迪
- 雷蒙德·斯普鲁恩斯
- 多里斯·米勒
- 理查·海爾賽·貝斯特
- 鍾雲

### 美国海军陆战队
- 亞歷山大·范德格里夫特
- 吕超然[6][7]
- 約翰·巴西隆